# منتخب فنزويلا لكرة السلة للسيدات
منتخب فنزويلا الوطني لكرة السلة للسيدات (بالإسبانية: Selección femenina de baloncesto de Venezuela) هو ممثل فنزويلا الرسمي في المنافسات الدولية في كرة السلة للسيدات.